# 黒田清隆
黒田 清隆（くろだ きよたか、旧字体：黑田 淸隆󠄁、天保11年10月16日〈1840年11月9日〉- 1900年〈明治33年〉8月23日）は、日本の陸軍軍人、政治家。1888年（明治21年）から1889年（明治22年）にかけて第2代内閣総理大臣を務めた。陸軍軍人としての階級は陸軍中将。栄典は従一位大勲位伯爵。通称は仲太郎、了介。

## 概要
薩摩藩士として、幕末に薩長同盟のため奔走し、明治元年（1868年）から明治2年（1869年）の戊辰戦争に際しては北越から庄内までの北陸戦線と、箱館戦争で新政府軍の参謀として指揮を執った。開拓次官、後に開拓長官として明治3年（1870年）から明治5年（1872年）まで北海道の開拓を指揮した。開拓使のトップを兼任しつつ、政府首脳として東京にあり、明治9年（1876年）に日朝修好条規を締結し、同10年（1877年）の西南戦争では熊本城の解囲に功を立てた。翌年に大久保利通が暗殺されると、薩摩閥の重鎮となった。しかし、開拓使の廃止直前に開拓使官有物払下げ事件を起こして指弾された。明治21年（1888年）4月から内閣総理大臣。在任中に大日本帝国憲法の発布があったが、条約交渉に失敗して翌年辞任した。しかし薩摩閥の最有力者であることには変わりなく、実質的な首相選定者である元老の一人となり、枢密顧問官、逓信大臣、枢密院議長を歴任した。1900年に死亡したため、19世紀に亡くなった唯一の内閣総理大臣である。

## 生涯

### 生い立ちと幕末の活動
天保11年（1840年）に、薩摩国鹿児島城下新屋敷通町（現在の鹿児島県鹿児島市新屋敷町）で薩摩藩士・黒田仲佐衛門清行の長男として生まれた。黒田家は家禄わずか4石の下級武士だった。なお、明治期に子爵になった黒田清綱の家（記録奉行や教授を輩出していた。代々小番。）と同族であるが、遠縁であるという。
幕臣・江川英龍に学び、長じて砲手になった。文久2年（1862年） 6月の生麦事件には、随行の一人として居合わせたが、自らは武器を振るわず、抜刀しようとした人を止めたという。なお、黒田自身は示現流門下でも有数の使い手で、後年宗家の東郷重矯より皆伝を受けている。
文久3年（1863年）、薩英戦争に参加した後、江戸で砲術を学び、皆伝を受けた。慶応2年（1866年）の薩長同盟に際しては、盟約の前に薩摩側の使者として長州で同盟を説き、大坂で西郷吉之助と桂小五郎の対面を実現させた後、再び長州に使者として赴いた。

### 戊辰戦争

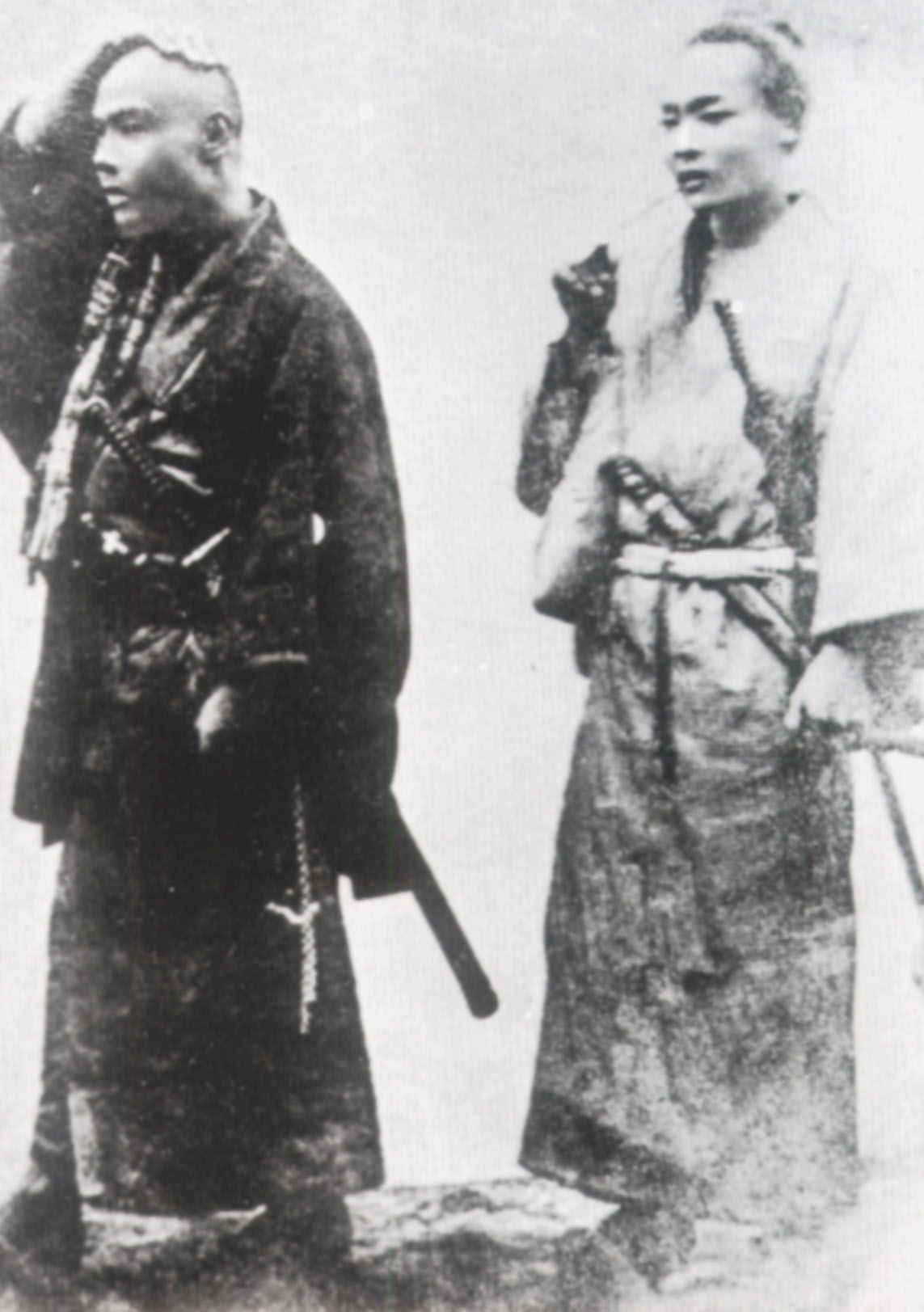
榎本武揚助命嘆願のため剃髪した黒田（左）

慶応4年（1868年）の鳥羽・伏見の戦いでは薩摩藩の小銃第一隊長として戦った。同年3月、北陸道鎮撫総督・高倉永祜の参謀に、山縣有朋とともに任命され、鯨波戦争に勝利した。北越戦争に際しては、黒田は長岡藩を降伏させて河井継之助を登用すべきと考え、河井に書簡を送ったが届かなかった。長岡城を占領したとき、黒田は海路新潟に出て敵の背後を脅かし、武器弾薬の補給を断つ作戦を立て、山縣に新政府軍主力を預けて自らは松ヶ崎に上陸した。このとき長岡城が夜襲され、新政府軍主力は一時潰走したが、黒田は新発田藩を降し、新潟を占領して所期の目標を達した。
越後の戦闘が決してから、黒田は秋田に上陸して庄内藩を背後から攻略する作戦を立てた。ここに西郷が合流して秋田藩兵の疲弊を告げ、米沢を先に攻めるよう変更した。西郷と黒田は寛大策をもって臨み、米沢藩と庄内藩を帰順させた。9月27日に庄内の鶴岡城を接収してこの方面の戦闘を終わらせた。
いったん鹿児島に帰り、翌明治2年（1869年）1月に軍務官出仕に任命された。箱館戦争が始まると、黒田は2月に清水谷公考中将の参謀を命じられ、3月に東京を出港した。途中、宮古湾停泊中に宮古湾海戦に際会した。4月9日に上陸した山田顕義に続き、黒田も19日に江差に上陸して旧幕府軍との最後の戦いの総指揮を執った。5月に旧幕府軍が箱館に追い詰められたのを見て、助命のための内部工作を手配した。11日の箱館総攻撃では、自ら少数の兵を率いて背後の箱館山を占領し、敵を五稜郭に追い込んだ。榎本武揚に降伏を勧め、17日に降した。
戦後は榎本助命を強く要求して、厳罰を求める者と長い間対立し、榎本のために丸坊主に剃髪したこともある。榎本問題は明治5年（1872年）1月6日にようやく、榎本らを謹慎、その他は釈放として決着した。

### 開拓使
戦後まもなく、明治2年（1869年）11月22日に黒田は14年下の中山清（せい）と結婚。この年、樺太では第一函泊事件が起こるなどロシアの圧力が増していた。明治3年（1870年）5月、樺太開拓使次官となる。このころ政府内では樺太に出兵する意見が強まっていたが、黒田は出兵に批判的であった。7月から樺太に赴き、現地のロシア官吏と面談、北海道を視察して帰京した。結果、樺太の領有を放棄するべきであると考えるようになり、ロシア側にもその意見を伝えていたが、これを是としない開拓史判官の岡本監輔が辞任。黒田は10月20日に樺太は3年も保たないとし、開拓使本庁を札幌に移して北海道の開拓に本腰を入れなければならないと論じた建議書を提出している。
明治4年（1871年）1月から5月まで、アメリカ合衆国とヨーロッパ諸国を旅行した。旅行中、米国の農務長官ホーレス・ケプロンが黒田に会って顧問に赴くことを承諾し、他多数のお雇い外国人の招請の道を開いた。この時に海外に派遣される岩倉具視に随行する主任通訳官として外務省から辞令が出ていた山内堤雲の語学力と頭脳明晰さを高く評価して開拓使に登用、ホーレス・ケプロンと黒田のパイプ役を務めさせて行政を学ばせた。
帰国後、10月15日に開拓長官東久世通禧が辞任した後は、次官のまま開拓使の頂点に立った。黒田はケプロンの献策にもとづき基盤整備事業を起こしたが、たちまち支出超過を招いた。これに苦慮した黒田は、明治6年（1873年）に事業を縮小し、即効性を求めて産業振興に重点を移した。

### 樺太・千島交換と西南戦争

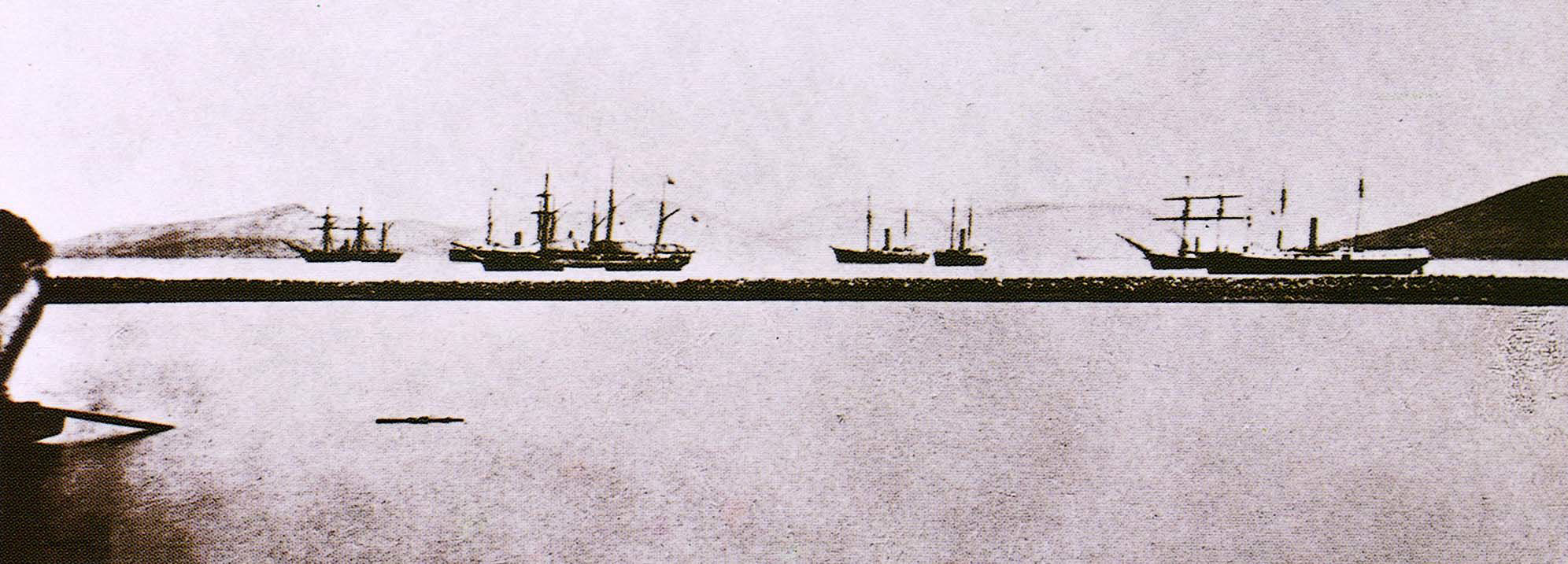
釜山の大日本帝国海軍（1876年1月16日）

黒田は樺太放棄の意見を強め、岩倉遣欧使節団派遣後の留守政府では、樺太を買収しようと考えていた外務卿副島種臣と対立した。しかし副島は征韓論で朝鮮出兵を行う際にロシアに中立を守らせる代償としての樺太放棄を唱えるようになり、黒田はこれを牽制するために樺太への出兵を建議した。西郷・板垣退助らも副島を支持しつつあったが、帰国した大久保による明治六年政変で、西郷・副島らは政府を去ることになった。
明治7年（1874年）の台湾出兵に際してもロシアの脅威を挙げて不可の立場をとり、出兵後には清国との全面戦争を避けるため速やかに外交交渉に入ることを唱えた。ロシアとの交渉にあたっては、黒田は榎本武揚を使節に推薦して容れられ、大久保・黒田・榎本のラインが樺太放棄論の政策を強く進めていくこととなる。榎本はロシア側との交渉で当時対象となっていなかった北千島の交換の約束を取り付け、樺太・千島交換条約の交渉と締結を実現させた。黒田は6月23日に陸軍中将となり、北海道屯田憲兵事務総理を命じられた。8月2日に開拓使長官となるとともに参議となり、大久保政権の中枢に参画することとなった。明治8年（1875年）の江華島事件をきっかけに、同9年（1876年）2月に朝鮮と交渉する全権弁理大臣となり、日朝修好条規を締結した。
樺太と千島は開拓使の管轄であるから、受理と明け渡しは黒田の職務であり、黒田は樺太アイヌを北海道に移住させることとした。しかし事前の約束では北海道島最北部で樺太島の対岸にあたる宗谷が移住先となるはずであったが、樺太アイヌたちは石狩川下流の対雁への再移住を強要された。札幌本庁を預かっていた松本十郎は、強制移住に反対して辞任した。樺太アイヌは日露戦争で南樺太が日本領となった後に帰還することとなる。
また留学生の派遣にも力を入れ、日本初の女子留学生の派遣も実現させた。開拓使による留学生事業の出身者には、山川健次郎・大山捨松兄妹や津田梅子、新島襄らがいる。
明治10年（1877年）に西南戦争が起きると、黒田は2月に海路鹿児島に至ってここを確保し、いったん長崎に引き上げた。3月14日に征討参軍に任命された。このとき熊本城は包囲され、北から来る山縣有朋の主力軍が解囲戦に苦戦していた。黒田は敵の背後を衝くため八代付近に上陸し、3月30日から交戦をはじめ、前進を続けて4月15日に熊本城に入った。翌16日、山縣と合流した当日に自らの辞任を請い、23日に辞令を受け取った。開拓使で黒田が育てた屯田兵は、入れ替わりに戦線に到着し、以後の戦闘で活躍した。

### 薩閥の重鎮
明治11年（1878年）3月28日、肺を患っていた妻の清が死んだ。ところが酒に酔って帰った黒田が、出迎えが遅いと逆上し妻を殺したのだという記事が新聞に載った。黒田は辞表を提出したが大久保利通の説得でこれを撤回した。岩倉具視の秘書の覚書によると、伊藤博文と大隈重信が法に則った処罰を主張したのに対して、大久保は黒田はそのようなことをする人間でないと保証すると述べ自身の腹心である大警視の川路利良に調査を命じた。川路は医師を伴って清の墓を開け、棺桶に身を乗りだして中を確認したのみでこれを病死であると結論付けた。黒田はこのころより酒が過ぎることが多く、酔って怒気を発することがあった。開拓長官時代にも商船に乗船した際に、酒に酔って船に設置されていた大砲（当時は海賊避けのため商船も武装していた）で面白半分に岩礁を射撃しようとして誤射し、住民を殺害したことがあり、これは示談金を払って解決した。同年5月に大久保が暗殺(紀尾井坂の変)されると、黒田は薩摩藩閥の最有力者とみられるようになった。
明治14年（1881年）に開拓使の廃止方針が固まると、黒田は開拓使の事業の継続のため、設備や不動産を払い下げる計画を立てた。この時払い下げの候補者となったのが、旧開拓使官吏のつくった北海社と、薩摩出身の五代友厚らが参加した関西貿易社である。
このとき北海社は事業が赤字であったことを理由に、1500万円相当の設備に対し、38万7千円を30年間無利息で支払うという非常に安い値を付けた。払い下げの規則を作った大隈重信が反対したが、内閣で払い下げは決定された。しかしこの決定は新聞にリークされ、払い下げ計画は同郷の五代に黒田が便宜を図ったものだとして、激しい非難が巻き起こった（開拓使官有物払下げ事件）。払い下げは中止になり、大隈が情報を流したせいだと考えた伊藤・黒田ら薩長閥は、大隈を失脚させた（明治十四年の政変）。翌明治15年(1882年)、黒田は開拓長官を辞任し、内閣顧問の閑職に退いた。また、この4年後の明治18年(1885年)、五代は黒田と酒を交わした直後に容態が急変し、10日も経たぬうちに死去している。

### 総理大臣
黒田の醜聞と疑獄事件は後々まで世人に記憶され、黒田の名声を傷つけた。しかし薩摩閥の重鎮たることは変わらなかった。明治17年（1884年）には華族に列し、伯爵に叙せられた。明治18年（1885年）、伊藤は黒田を右大臣に任ずるよう奏請したが、「右大臣に任ぜられて衆人が納得するような徳がない」「伊藤主導の政権で黒田を右大臣にしても、島津久光の二の舞になり、黒田のためにならない」と明治天皇は難色を示した。三条・伊藤らの政府が重ねて奏請してきたため、黒田に右大臣就任の内命が下ったが、黒田はこれに応じなかった。一方の伊藤もこの案を引くことをしなかったため、天皇は政府制度の改革を行うようにすすめ、これが内閣制度の成立につながった。明治20年（1887年）の第1次伊藤内閣成立とともに黒田は農商務大臣となり、同21年（1888年）4月には伊藤の後をうけて第2代内閣総理大臣となった。在任中もっとも大きな事件は、明治22年（1889年）2月11日の大日本帝国憲法の発布であったが、憲法制定を主導したのは伊藤であり、黒田自身は深く関与しなかった。公布の翌日である2月12日には、鹿鳴館において、「政府は議会・政党の意思に制約されることなく独自性を貫くべき」とする主張、いわゆる超然主義を表明する超然主義演説を行っている。
外務大臣であった大隈重信は条約改正交渉にとり組んだが、領事裁判権の撤廃のために外国人を司法官に任用する案が大きく反発を受け、10月18日に爆弾で襲撃される事件が起きた。これを受けて閣員のほぼ全てが条約改正を断念し、黒田も同意せざるを得なかった。10月23日、黒田は辞表を提出し、10月25日付で首相を免ぜられるとともに枢密顧問官に任ぜられた。辞職後の2か月間は三条実美内大臣が首相を兼任し、黒田以外の大臣は引き続き留任する形となった。11月21日、黒田と伊藤に対し「大臣の礼によって元勲優遇の意を表す」という詔勅（元勲優遇の詔）が下された。
12月15日には条約改正案に反対した井上馨への鬱積から、酒に酔ったまま井上邸内に忍び込むという事件を起こし、謹慎している。

### 晩年
首相退任後の黒田は、明治天皇から内閣総理大臣選定などの重要事項を諮問される重臣のひとりとなり、この地位は元老と呼ばれるようになった。明治25年（1892年）には松方の後任の総理大臣を推薦するため、伊藤・山縣有朋・井上馨・大山巌・西郷従道・松方と協議し、8月8日に成立した第2次伊藤内閣では逓信大臣になった。明治26年（1893年）から体の不調が募り、仕事に支障をきたすことが多くなった。明治28年（1895年）3月17日には逓信大臣を退任して枢密院議長となったが、班列として内閣の一員であることは継続している。また明治29年（1896年）8月31日に伊藤が首相を辞任すると、内閣総理大臣臨時兼任となり、9月18日の第2次松方内閣の成立までその任にあたった。また松方内閣とその次の第3次伊藤内閣でも班列として閣員に列している。1897年（明治30年）の松方の首相退任の際には、明治天皇から黒田のみに後継首相人事の諮問が行われ、黒田は伊藤か山縣が適当であると奉答している。しかしこのころには明治天皇への伏奏を忘れるなど失態が続き、明治30年6月6日の東京日日新聞では「老衰ははなはだしく、痛く頭脳に異常を生じたる」と評されている。明治33年（1900年）8月23日、脳出血のため薨去。享年59。葬儀委員長は榎本武揚であった。墓所は青山霊園(1イ1-9～10)。
薩摩閥の重鎮とはいえ、醜聞と疑獄事件で晩年は浮いた存在となり、同郷の人々は離れていった。代わって旧幕臣との付き合いが濃密となり、特に外交分野などでは榎本武揚を重用するようになった。黒田の死に際し榎本が葬儀委員長を務めたのも、薩摩の人々が黒田を敬遠したためとも言われている。

## 親族

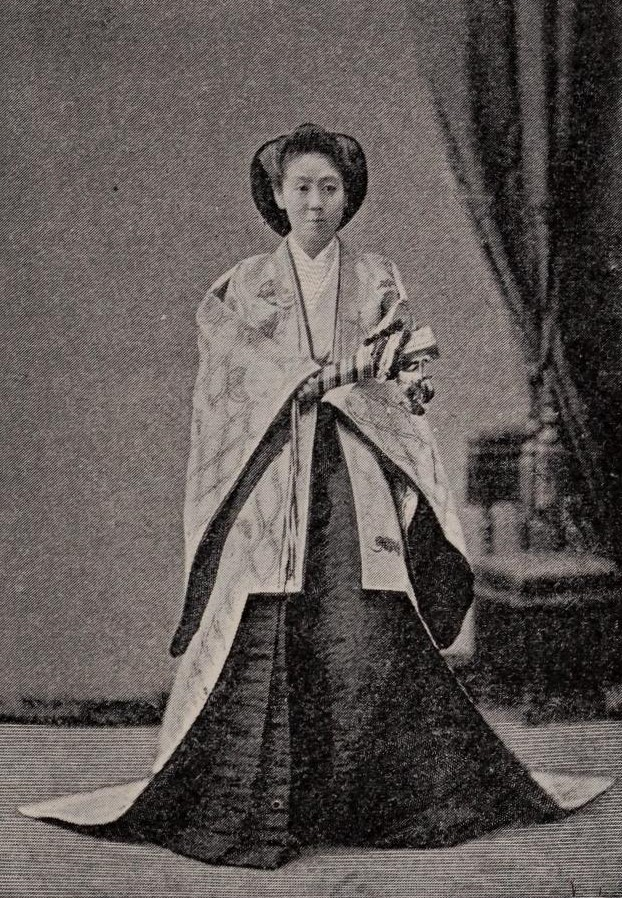
後妻の黒田滝子

父の黒田清行は薩摩藩士、母は同藩士・丸太平左衛門の娘で、清隆の幼少期に亡くなった。姉・たか子は薩摩藩士・井上貞教に嫁ぎ、その娘・はる子は酒匂常明の妻となり、その三男・常清は清隆の長男・清仲の養嗣子となり、清隆の外孫・千代子の婿となった。
妻の清（せい、1854-1878）は旗本の中山勝重の長女で、1869年、清隆が29歳の時に数え年16で輿入れした。清の産んだ長男と長女はいずれも夭折しており、清隆は1868年生まれの清の妹・百子（ヒャク、1868-1961）を養女にしている。百子は1887年ごろに陸軍軍人である黒木為楨の後妻として嫁いだ。1878年3月、清は24歳で肺の病により亡くなるが、その死に際しては清隆が泥酔して殺害したと團團珍聞という新聞に書かれ、世間に噂が飛び交った。このため警察が墓を開けて遺体を確認し黒田への疑いは晴れた、とされている。その後、清隆は41歳の時に材木商の信濃屋・丸山伝右衛門の三女で自身より23歳年下の滝子（1863年生）と再婚。娘の梅子（1882年生）に竹子（1900年生）、嗣子の清仲（1884年生）を授かる。しかし清隆の死後、黒木為楨ら親戚により滝子は黒田家から離縁され、三田の黒田邸は田中長兵衛の手に渡った。娘の梅子は明治31年（1898年）に榎本武揚の長男・武憲と、竹子は伊地知貞馨の孫・貞一と結婚している。
清隆の死後、子の黒田清仲が爵位を襲爵したが、32歳で死去。生来病弱で独身だった清仲には嫡子がなかったため、黒木為楨の三男にあたる黒木清（きよし）を養嗣子として迎えた。清も子がなかったため、清隆の外孫・千代子（清隆長女梅子・榎本武憲夫妻の娘）と黒田常清（清隆姪はる子と酒匂常明夫妻の三男）の子・清揚(1930年生で、IR推進協議会長)が清の養子となり家督を継いだ、子には長女・英利子(1953年生)、次女・眞利子(1955年生)、長男・黒田清德（1980年生）がいる。

## 人物像
黒田清隆は、伊藤博文など他の総理大臣経験者に比較すると政策立案能力の点では劣っていたが、他に追随を許さない独特の人心掌握力を持った人物であった。度量が広く、明治十四年の政変で対立した大隈重信の入閣交渉や自由民権運動のリーダーであった後藤象二郎の丸め込み工作など、説得交渉では卓越した能力を発揮した。必要があれば、相手がたとえ政敵であっても懸命に説得し、最終的には協力を約束させられる優れた調整能力の持ち主であった。一方、愚直で頑固な硬骨漢という面を併せ持っており、開拓使官有物払下げ事件でも自らの意志を曲げることなく、結局辞任に追い込まれた。

### 酒乱
平生はその手腕を買われていた清隆だが、一度酒を飲むと必ず大暴れする酒乱であったと言われている。前述のように酔って大砲を誤射して死亡者を出したほか、最初の妻を斬殺した疑いもかけられた。また、後妻となる滝子は元々日本橋の鰹節戸問屋に嫁ぐ話になっていたが、滝子を気に入った清隆が突然結婚を迫る。断られると数日後にピストルを持って自宅に乗り込み、強引に馬車に乗せて連れ帰った。父の信濃屋伝右衛門は清隆が前の妻を惨殺した話を知っていたので、抵抗すれば親も娘も命は無いと思い諦めたと両者を知る五代友厚の話にある。ある時は酒席で暴れた際に柔術家としても知られていた木戸孝允に取り押さえられ、毛布でくるまれたうえ紐で縛られ、簀巻きのまま自宅へ送り返された。以来、「木戸が来た」というと大人しくなったという。

### 言行録
- 「榎本を殺すのなら、そんな新政府、自分は辞めて坊主になる」― 五稜郭の戦いで降伏した榎本武揚の処分に際し、黒田が同郷の西郷隆盛に榎本の助命嘆願した際のことば[25]。
- 「大隈どん、貴君の片足を失ったのは、私の片足を失ったより残念じゃ」― 大隈遭難事件（爆弾テロ事件）で右足を切断した大隈重信を見舞ったときのことば[25]。

### 人物評
- 西郷隆盛「実に頼もしき人物に御座候」[28]
- 高杉晋作「豪快な男」
- 東郷平八郎「深謀ありし人なり」
- 岡本柳之助「なにしろ黒田は恐ろしく腕力が強かったので俺もなかなか勝てなかった」[29]

## 著書
- 『環游日記』 上、1887年11月。NDLJP:761045。
- 『環游日記』 中、1887年11月。NDLJP:761046。
- 『環游日記』 下、1887年11月。NDLJP:761047。
  - 『環遊日記』 上、朝倉治彦監修（復刻版）、ゆまに書房〈明治欧米見聞録集成 第5巻〉、1987年5月。全国書誌番号:87050926。
  - 『環遊日記』 中、朝倉治彦監修（復刻版）、ゆまに書房〈明治欧米見聞録集成 第6巻〉、1987年5月。全国書誌番号:87050927。
  - 『環遊日記』 下、朝倉治彦監修（復刻版）、ゆまに書房〈明治欧米見聞録集成 第7巻〉、1987年5月。全国書誌番号:87050928。

## 栄典
位階
- 1870年（明治3年）
  - 3月14日（4月14日）- 従五位[16]
  - 5月9日（6月7日）- 従四位[16]
- 1874年（明治7年）11月5日 - 正四位[16]
- 1882年（明治15年）6月23日 - 従三位[16]
- 1887年（明治20年）4月12日 - 従二位[16][30]
- 1896年（明治29年）10月10日 - 正二位[16][31]
- 1900年（明治33年）8月25日 - 従一位[16][32]

爵位など
- 1884年（明治17年）7月7日 - 伯爵[16][33]
- 1889年（明治22年）11月1日 - 元勲優遇[17][34]

勲章など
| 受章年                     | 略綬 | 勲章名                   | 備考 |
| -------------------------- | ---- | ------------------------ | ---- |
| 1877年（明治10年）11月2日  |      | 勲一等旭日大綬章         |      |
| 1889年（明治22年）11月25日 |      | 大日本帝国憲法発布記念章 |      |
| 1890年（明治23年）10月21日 |      | 銀牌一個                 |      |
| 1895年（明治28年）8月20日  |      | 旭日桐花大綬章           |      |
| 1900年（明治33年）8月25日  |      | 大勲位菊花大綬章         |      |

外国勲章佩用允許
| 受章年                     | 国籍         | 略綬 | 勲章名                     | 備考 |
| -------------------------- | ------------ | ---- | -------------------------- | ---- |
| 1877年（明治10年）12月24日 | ロシア帝国   |      | 神聖スタニスラス第一等勲章 |      |
| 1887年（明治20年）5月7日   | ロシア帝国   |      | 白鷲勲章                   |      |
| 1887年（明治20年）5月7日   | オスマン帝国 |      | 美治慈恵第一等勲章         |      |
| 1887年（明治20年）5月7日   | ギリシャ王国 |      | 救世主第一等勲章           |      |

## 関連作品
映画
- 日本ロマンス旅行（1959年、演：細川俊夫）
- 巨人 大隈重信（1963年、演：小池朝雄）

テレビドラマ
- 榎本武揚（1964年、NHK、演：金田龍之介）
- 幕末（1964年、TBS、演：沼田曜一）
- 五稜の星（1966年、NHK、演：舟橋元）
- 石狩平野（1968年、フジテレビ、演：加藤武）
- 竜馬がゆく（1968年、NHK大河ドラマ、演：嵐圭史）
- 風が燃えた（1978年、TBS、演：睦五郎）
- 春の波涛（1985年、NHK大河ドラマ、演：小瀬格）
- 田原坂（1987年、日本テレビ、演：高峰圭二）
- 五稜郭（1988年、日本テレビ、演：西郷輝彦）
- 妻たちの鹿鳴館（1988年、TBS、演：すまけい）
- 夜会の果て（1997年、NHK、演：江守徹） - 第2代内閣総理大臣となった黒田を描いたテレビドラマ。発足したばかりの当時の内閣は閣議を開催する場所すらなく、各大臣が交替で自宅の一室を提供し、そこへ全大臣が集まり閣議を開いていた、といった史実に基づいた演出がされている。
- 壬生義士伝（2002年、テレビ東京、演：沖田さとし）
- 新選組!（2004年、NHK大河ドラマ、演：峯尾進）